# Cenchrus prieurii
Cenchrus prieurii är en gräsart som först beskrevs av Carl Sigismund Kunth, och fick sitt nu gällande namn av René Charles Maire. Cenchrus prieurii ingår i släktet tagghirser, och familjen gräs. Inga underarter finns listade i Catalogue of Life.